# Kai Wehnelt
Kai Wehnelt (* 27. November 1995 in Berlin) ist ein deutscher Tennisspieler.

## Persönliches
Wehnelt besuchte das Schiller-Gymnasium in Potsdam.

## Karriere
Zwischen 2010 und 2013 nahm Wehnelt nur an wenigen Turnieren der ITF Junior Tour teil. Nach seinem Schulabschluss im Jahr 2012 absolvierte er ein Studium an der University of Hawaiʻi at Mānoa, wo er auch College Tennis spielte. Seinen Abschluss machte er 2017 an der Utah State University in exercise science.
Profiturniere spielte er regelmäßiger ab 2018. Seine Erfolge erzielte Wehnelt vor allem im Doppel; im Einzel schaffte er fünfmal das Endspiel der untersten Turnierebene, der ITF Future Tour, zu erreichen, woraus er zunächst einen Titel gewinnen konnte. Platz 513 im September 2019 ist seine beste Einzel-Platzierung in der Tennisweltrangliste. Im Doppel gewann er früh regelmäßig Titel – 2018 waren es die ersten vier seiner Karriere, womit er das Jahr sofort in den Top 500 beendete. Mit einem Titel 2019, zwei Titeln 2020 und vier Titeln 2021 behielt er seine Position für die nächsten Jahre hauptsächlich bei. Den Sprung zu den nächsthöheren Turnieren wagte Wehnelt erst 2021, als er in Hermannstadt sein erstes Challenger-Turnier spielte.
2022 steigerte sich Wehnelt deutlich. Sieben Futures gewann er. Erstmal kam er in Calgary auch bei einem Challenger in ein Endspiel. Mit Julian Ocleppo als Partner unterlagen sie der an Position drei gesetzten Paarung. 2023 triumphierte Wehnelt bis September bei neun weiteren Futures. Bei Challengers zog er in Tulln (mit Piotr Matuszewski) und Lüdenscheid (mit Jakob Schnaitter) jeweils ins Finale ein, blieb aber titellos. Sein Ranking steigerte er weiter bis Rang 147. Im Einzel gewann er seinen zweiten Future-Titel.